# Florence Farr
Florence Beatrice Farr (épouse Emery), née le 7 juillet 1860 à Southlands, Bromley et morte le 29 avril 1917 à Colombo, Sri Lanka, est une actrice et metteur en scène de théâtre, une musicienne et chef d'orchestre, une féministe, une écrivaine, une occultiste et une enseignante britannique.

## Biographie

### Famille et jeunesse

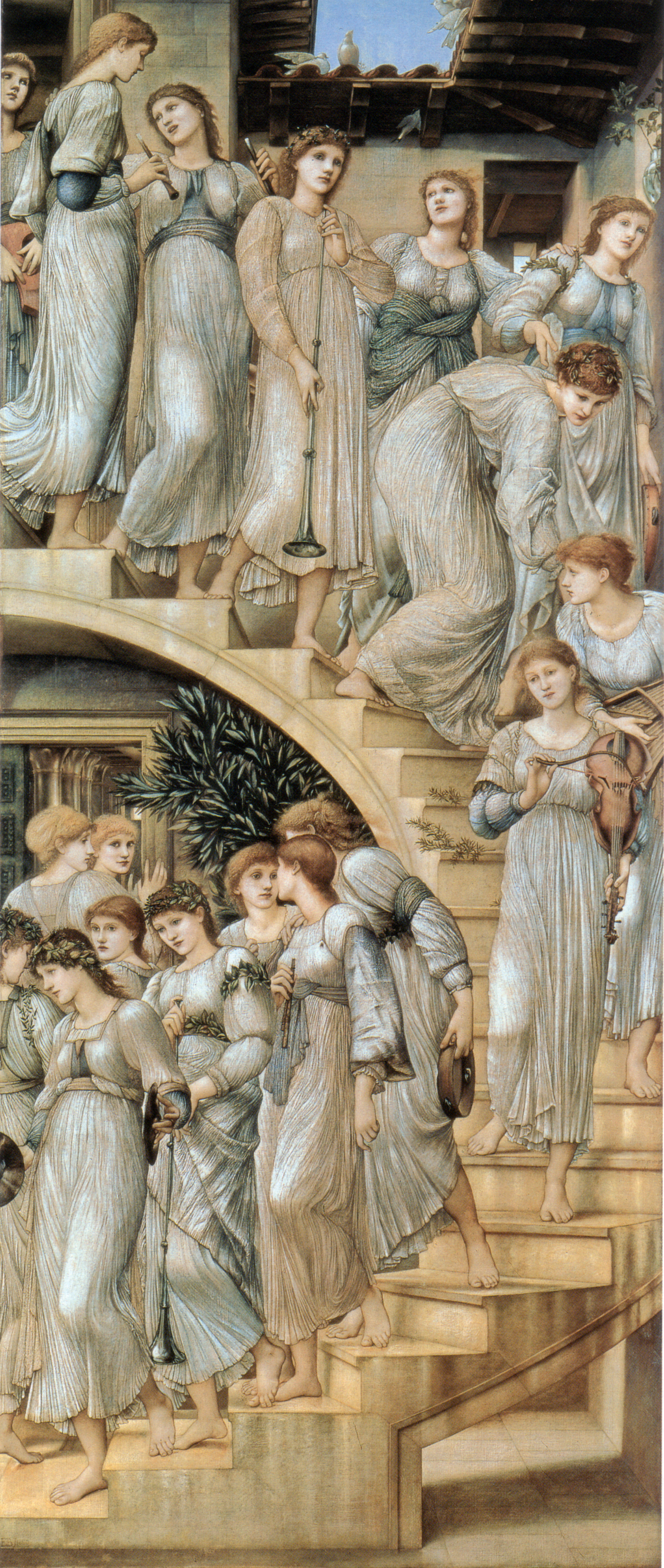
The Golden Stairs d'Edward Burne-Jones pour lequel Florence Farr posa.

Florence Beatrice Farr était la huitième et dernière enfant du médecin épidémiologiste William Farr et de son épouse Mary Elizabeth Whittall. Elle fut prénommée Florence en hommage à Florence Nightingale, amie et collègue de son père. Elle fit ses études au Cheltenham Ladies' College de 1873 à 1876 puis au Queens' College de Londres, de 1877 à 1880 mais ne passa pas de diplôme. Elle enseigna quelque temps avant de se tourner vers la scène en 1882,.
En 1883, à la mort de son père, elle hérita d'une rente annuelle modique de 50 £. Elle connut des difficultés financières pratiquement toute sa vie, jusqu'à son départ du Royaume-Uni en 1912,.
Elle épousa l'acteur Edward Emery, le 31 décembre 1884. Il semblerait qu'elle ait peu apprécié la vie de femme mariée. Emery émigra aux États-Unis en 1888. Le divorce fut prononcé en 1895,.

### Actrice-administratrice et musicienne
Florence Farr étudia le théâtre avec l'acteur-manager John Lawrence Toole et fit ses débuts en 1883. Elle utilisa un temps comme nom de scène « Mary Lester » puis se fit indifféremment appeler « Florence Farr » ou « Florence Emery ». Elle devint célèbre grâce à ses prestations dans Rosmersholm d'Henrik Ibsen lors de sa première britannique en 1891 ou dans The Countess Cathleen de William Butler Yeats en 1899,. Elle était alors très liée aux milieux intellectuels de « Bedford Park » où elle fréquentait William Morris, William Butler Yeats ou George Bernard Shaw. Si une relation avec Yeats à cette époque n'est pas avérée, par contre, il est certain que Shaw tomba alors amoureux d'elle et qu'ils furent amants au début des années 1890. Ce fut Shaw qui la fit abondamment répéter pour son rôle dans Rosmersholm et surtout qui ensuite la poussa vers le « new drama ». Ils se séparèrent car Shaw trouvait qu'elle n'était pas assez sérieuse dans sa carrière théâtrale, et trop sérieuse dans ses intérêts ésotériques.
En 1894, elle produisit et mit en scène l'intégralité de la saison de l’Avenue Theatre à Londres, avec le soutien financier d'Annie Horniman. Elle monta The Land of Heart's Desire, la première pièce de Yeats, Arms and the Man, le premier succès de George Bernard Shaw et A Comedy of Sighs de John Todhunter tandis qu'Aubrey Beardsley dessinait les affiches. En 1899, elle devint administratrice du Irish Literary Theatre. Elle aida Yeats à développer l’Abbey Theatre. En 1905, elle monta pour la première fois en Grande-Bretagne la Salomé d'Oscar Wilde. En 1906, elle créa un éphémère théâtre de poésie avec Thomas Sturge Moore et Charles Ricketts.
Elle écrivit deux pièces égyptiennes avec Olivia Shakespear : The Beloved of Hathor et The Shrine of the Golden Hawk qu'elles montèrent ensemble en 1902. En 1905, elle monta son masque The Mystery of Time écrit l'année précédente.
Florence Farr développa avec Yeats une théorie musicale reliant la musique et la voix. Elle récitait souvent, accompagnée d'un psaltérion qu'avait créé pour elle Arnold Dolmetsch. Elle conçut des musiques pour accompagner la pièce de Yeats The King's Threshold de 1905 ainsi que pour ses propres mises en scène des pièces d'Euripide : Hippolyte et les Troyennes en 1904-1906,.

### Hermétiste et théosophe
Elle passait beaucoup de temps au British Museum où elle réalisait des reproductions d'œuvres, principalement orientales et égyptiennes dont elle décorait son appartement. Elle étudiait aussi longuement à la British Library (alors dans le même bâtiment que le musée) les textes ésotériques dont elle nourrissait ses travaux hermétiques.
En 1890, Florence Farr adhéra à la Golden Dawn et prit le pseudonyme S. S. D. D. pour certaines de ses publications ensuite. S. S. D. D. faisait référence à sa devise dans l'Ordre « Sapientia sapienti dono data » (« Le savoir est un don fait aux sages »). Elle y gravit rapidement les échelons et devint « praemonstrator » du temple Isis-Urania en 1893 puis chef-adepte en 1897. Les conflits internes à l'Ordre à partir de 1902 amenèrent son départ. Elle adhéra alors à la Société théosophique en juin de la même année. Elle écrivit pour divers magazines de ces sociétés : New Age, The Mint, Occult Review et The Theosophical Review.

### Enseignante à Ceylan
En 1912, Florence Farr quitta la Grande-Bretagne pour Ceylan. Le poste de directrice de la première école pour jeunes filles de Jaffna lui avait été offert par Sir Ponnambalam Ramanathan. Elle donna toutes ses possessions avant de partir, dont son psaltérion à Yeats. À Jaffna, elle fut une directrice efficace et respectée. Elle apprit le tamoul et s'initia à la culture, la littérature et la musique locale. Elle envoya à Yeats des adaptations musicales de poèmes locaux. Elle continua aussi ses recherches spirituelles.

### Décès
Atteinte d'un cancer du sein, Florence Farr décéda d'une crise cardiaque dans un hôpital de Colombo. Elle fut incinérée selon la tradition hindoue.

### Publications
- The Dancing Faun, 1893 (republié en 1904 avec des illustrations par Aubrey Beardsley).
- sous le pseudonyme de « a Lover of Philaletes », introduction de A Short Inquiry Concerning the Hermetic Art, un traité alchimique du XVIIIe siècle publié dans le troisième tome de Collectanea Hermetica de William Wynn Westcott.
- Egyptian Magic, 1896
- The Beloved of Hathor.
- The Shrine of the Golden Hawk.
- The Mystery of Time, 1904.
- The Music of Speech, 1909.
- Modern Woman: her Intentions, 1910.
- The Solemnization of Jacklin: some Adventures on the Search for Reality, 1912.